# Calliostoma cleopatra
Calliostoma cleopatra is een slakkensoort uit de familie van de Calliostomatidae. De wetenschappelijke naam van de soort is voor het eerst geldig gepubliceerd in 1896 door Locard.